# Centaurus (bande dessinée)
Pour les articles homonymes, voir Centaurus.
Centaurus est une série de bande dessinée de science-fiction créée par  Leo et Rodolphe.

## Description

### Synopsis
Ils sont 9 800 Terriens d'origine, dernier espoir de l'humanité, à vivre à l'intérieur d'un vaisseau-monde, qui est pour la majorité d'entre-eux le seul monde qu'ils aient jamais connu sans même se douter de l'immense vide spatial qu'ils traversent. Ils arrivent à la fin d'un long voyage vers la planète Vera, située à 4,2 années-lumière de la Terre, après un périple de 403 ans dans l'espace.
Une petite équipe est constituée pour partir en exploration, afin de vérifier si la planète est adaptée pour cette nouvelle colonie de la Terre. Ils découvrent rapidement la faune hostile et quelques surprenants habitants dont ils n'imaginaient pas l'existence. Et les surprises ne font que commencer.

## Publications
- 1 Terre promise, Delcourt,  (ISBN 978-2-7560-4029-5), 4 mars 2015
Scénario : Leo, Rodolphe - Dessin : Janjetov
- 2 Terre étrangère, Delcourt,  (ISBN 978-2-7560-8018-5), 16 mars 2016
Scénario : Leo, Rodolphe - Dessin : Janjetov
- 3 Terre de folie, Delcourt,  (ISBN 978-2-7560-8145-8), 3 mai 2017
Scénario : Leo, Rodolphe - Dessin : Janjetov
- 4 Terre d'angoisse, Delcourt,  (ISBN 978-2-413-00259-8), 13 juin 2018
Scénario : Leo, Rodolphe - Dessin : Janjetov
- 5 Terre de mort, Delcourt,  (ISBN 978-2-413-01312-9), 4 septembre 2019
Scénario : Leo, Rodolphe - Dessin : Janjetov